# الذنبة (بعدان)

تعديل مصدري - تعديل

الذنبة محلة تابعة لقرية الرباط، التابعة لعزلة بني عواض بمديرية بعدان إحدى مديريات محافظة إب في الجمهورية اليمنية، بلغ تعداد سكانها 67 حسب تعداد اليمن لعام 2004.